# Bedrník anýz
Bedrník anýz (Pimpinella anisum) je jednoletá rostlina z čeledi miříkovité (Apiaceae) pocházející ze Středozemí a Malé Asie.

## Popis
Jednoletá bylina s vřetenovitým oddenkem a s jemně rýhovanou, přímou, nahoře větvenou, až 50 cm vysokou lodyhou a listy trojího druhu. Spodní jsou jednoduché, srdčitě okrouhlé a zastřihované zubaté, prostřední jsou jednoduše zpeřené a horní trojčetně přenosečné. Všechny listy mají velké pochvy. Bílé květy jsou uspořádané v okolíky se 7–15 paprsky. Plod je štětinatě brvitý. Všechny části rostliny aromaticky voní. Kvete od června do května.

## Rozšíření
Dnes se pěstuje na Balkáně, Španělsku, Indii, Turecku, Mexiku, ve středomořských státech. Je koření i lék používaný už ve starověku.
Pěstuje se i v Česku, v teplejších oblastech.

## Využití
Pro léčebné využití i jako koření se používá plod – dvounažka zelenošedé, šedožluté či šedohnědé barvy. Sbírá se v srpnu až září, plody se nechají dozrát, suší se v tenkých vrstvách. Při sběru v terénu je možnost záměny s jedovatými plody bolehlavu.

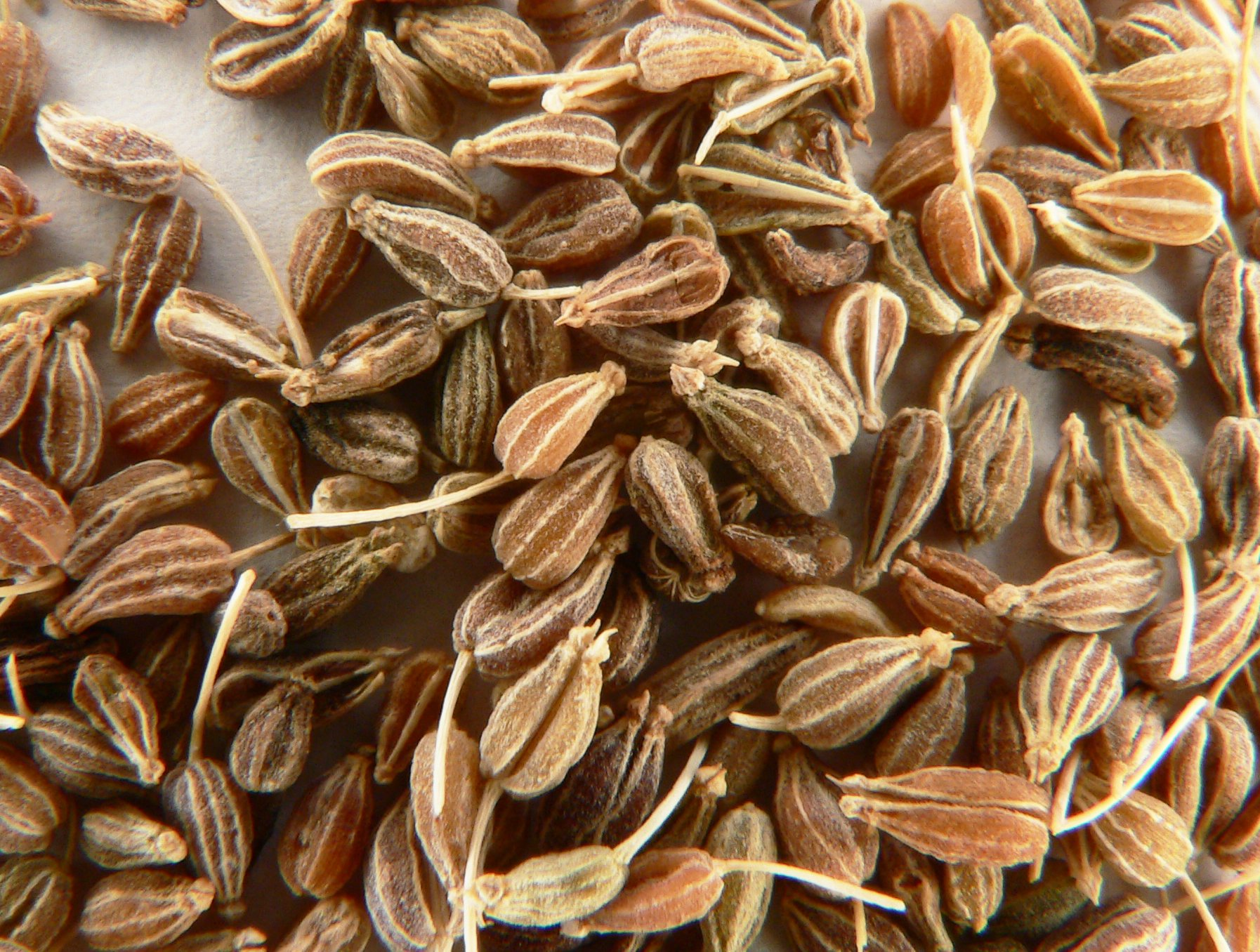
Semena anýzu

Zralý anýz aromaticky voní a má kořenitou nasládlou chuť. Vůni dodává silice, ve které je hlavní složkou anetol. V léčebném využití se využívá hlavně nálev, méně již čistá silice, v případech předávkování silicí může dojít k otoku mozku a plic.
Anýz je výborným prostředkem podporujícím vykašlávání. Žvýkání semen anýzu zabraňuje páchnutí z úst. V trávicím traktu působí spasmolyticky. Jeho použití je vhodné i v pediatrii. Podporuje tvorbu mateřského mléka, do nějž se jeho účinky také přenáší. Zvyšuje tvorbu žluče, urychluje trávení, omezuje plynatost. Působí proti střevním katarům, křečím trávicího traktu.
Jeho použití je mnohostranné. Dává se do pečiva (např. do perníku), do chleba, při nakládání červené řepy, červeného zelí). Hodí se i do jablečného a hruškového kompotu. Špetka anýzu je vhodná k žampionům, k rybám. Je součástí mnoha kořenitých směsí. V indické a čínské kuchyni je častý v masitých pokrmech. Vyrábějí se z něj likéry, je součástí léčivých čajů při nadýmání a odstraňuje z pokrmů nepříjemné pachy a aromatizuje je.

## Zajímavosti
- Anýz je neodolatelnou pochoutkou pro myši.
- Ve středověku byl bedrník považován za účinný lék proti moru a též se věřilo, že uvolňuje darebné větry a zbavuje mrzutosti.[1]
- Zpívá se o něm v lidové písni Babí rada: „Pijme pivo s bobkem, jezme bedrník, nebudeme stonat, nebudeme mřít – tak to bába povídala, když do lesa chodívala na ten bedrník.“

## Využití v léčitelství
Kořeny této rostliny poskytují dobré služby na jaře a na podzim, tj. v době největšího nebezpečí nachlazení. Podporují vylučování a měly by být vždy po ruce při katarech dýchacích cest, a hrtanu. Současně řídí sekreci žaludku. Mohou se používat jako čaj, nebo se připraví extrakt z jednoho dílu kořenů a pěti dílů koňaku: třikrát denně se 20 až 40 kapek tohoto extraktu užívá na kostce cukru.

## Galerie

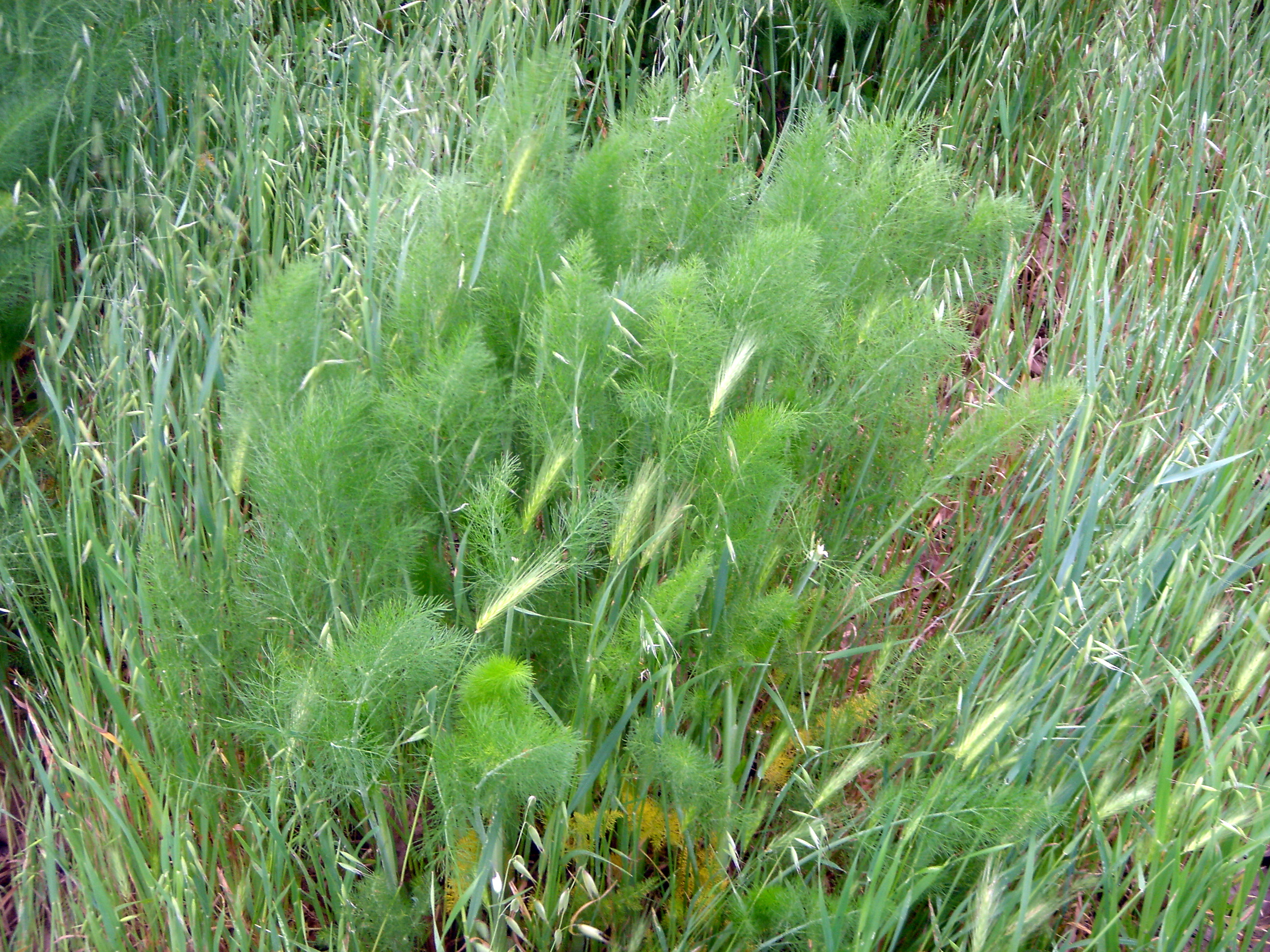
Divoce rostoucí anýz
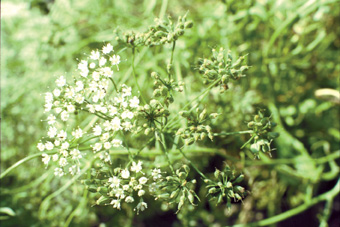
Květy anýzu
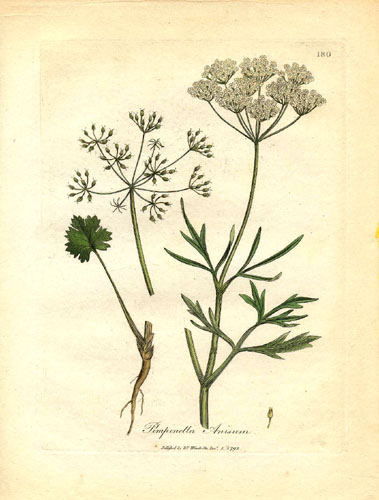
Ilustrace anýzu (r. 1793)
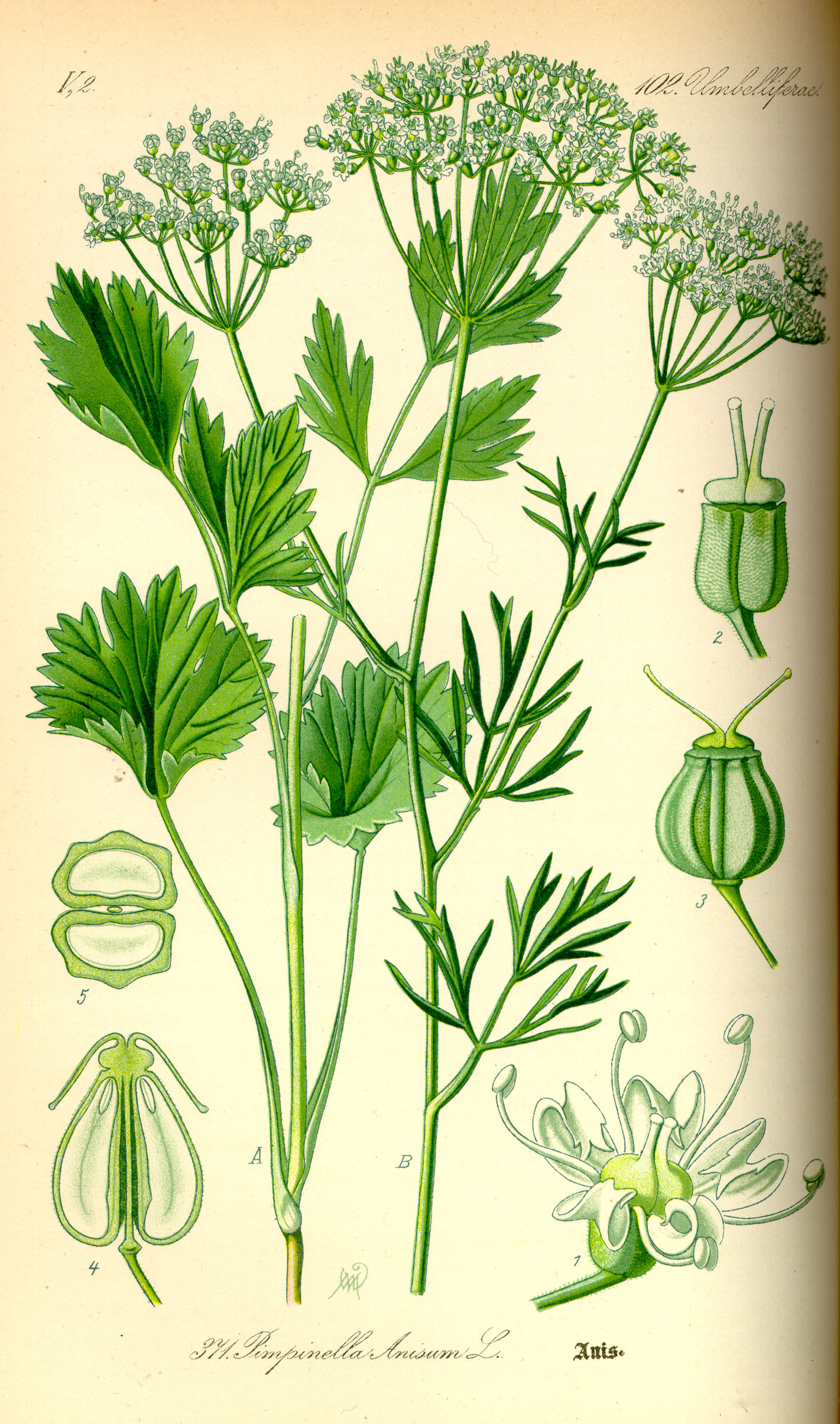
Ilustrace anýzu (r. 1885)